# Baard Owe
Baard Owe (Mosjøen, 3 luglio 1936 – Copenaghen, 11 novembre 2017) è stato un attore norvegese, che ha interpretato un buon numero di film e serie televisive scandinave.

## Biografia
Si è trasferito in Danimarca nel 1956, paese in cui da allora ha continuato a vivere e lavorare. Il suo ruolo più celebre è stato quello dell'anatomopatologo Bondo nelle due miniserie televisive The Kingdom - Il Regno e The Kingdom 2 dirette da Lars von Trier. Nel 2007, Owe è salito nuovamente alla ribalta internazionale interpretando il ruolo del protagonista nell'apprezzato film norvegese Il mondo di Horten. Oltre a recitare Baard è l'inventore del ToDo, un particolare modo di esercitarsi per attori; si serve di tecniche di controllo corporale, psicologico e neurologico per insegnare agli attori come esprimere le loro emozioni più profonde. Owe era sposato con l'attrice Marie-Louise Coninck, dalla quale ebbe tre figli. Owe è morto di cancro ai polmoni nella sua casa all'età di 81 anni l'11 novembre 2017.

## Filmografia

### Cinema
- Jetpiloter, regia di Anker Sørensen (1961)
- Den hvide hingst, regia di Harry Watt (1961)
- Gøngehøvdingen, regia di Annelise Hovmand (1961)
- Hvis lille pige er du?, regia di Erik Balling (1963)
- Sikke'n familie, regia di Jon Iversen (1963)
- Episode, regia di Rolf Clemens (1963)
- Gertrud, regia di Carl Theodor Dreyer (1964)
- Gys og gæve tanter, regia di Sven Methling (1966)
- Søskende, regia di Johan Jacobsen (1966)
- Krybskytterne på Næsbygård, regia di Ib Mossin (1966)
- Smukke-Arne og Rosa, regia di Sven Methling (1967)
- Brødrene på Uglegården, regia di Ib Mossin (1967)
- De forsvundne breve, regia di Annelise Hovmand (1967)
- Det var en lørdag aften, regia di Erik Balling (1968)
- Smuglere, regia di Rolf Clemens (1968)
- Christa, regia di Jack O'Connell (1971)
- A Day at the Beach, regia di Simon Hesera (1972)
- Sønnen fra Vingården, regia di Peer Guldbrandsen (1975)
- Violer er blå, regia di Peter Refn (1975)
- Brand-Børge rykker ud, regia di Ib Mossin (1976)
- Strømer, regia di Anders Refn (1976)
- Forræderne, regia di Ole Roos (1983)
- Suzanne og Leonard, regia di John Hilbard (1984)
- Vargens tid, regia di Hans Alfredson (1988)
- Notater om kærligheden, regia di Jørgen Leth (1989)
- Europa, regia di Lars von Trier (1991)
- I ragazzi di San Pietro (Drengene fra Sankt Petri), regia di Søren Kragh-Jacobsen (1991)
- Drömmen om Rita, regia di Jon Lindström (1993)
- Sort høst, regia di Anders Refn (1993)
- Trollsyn, regia di Ola Solum (1994)
- To mand i en sofa, regia di Amir Rezazadeh (1994)
- Portland, regia di Niels Arden Oplev (1996)
- Ørnens øje, regia di Peter Flinth (1997)
- Dykkerne, regia di Åke Sandgren (2000)
- Charlie Butterfly, regia di Dariusz Steiness (2002)
- Torremolinos 73, regia di Pablo Berger (2003)
- Andre Omgang, regia di Hilde Heier (2007)
- Il mondo di Horten (O' Horten), regia di Bent Hamer (2007)
- Det som ingen ved, regia di Søren Kragh-Jacobsen (2008)
- Comeback, regia di Ulrik Wivel (2008)
- Winnie og Karina - The Movie, regia di Søren Fauli (2009)
- Julefrokosten, regia di Rasmus Heide (2009)
- Headhunters - Il cacciatore di teste (Hodejegerne), regia di Morten Tyldum (2011)
- Dreyer, den danske tyran, regia di Stuart Lynch (2012)
- Sølvtråd, regia di Jan T. Jensen (2013)
- Copenhagen, regia di Mark Raso (2014)
- Stup, regia di Eilif Bremer Landsend (2015)
- Villmark 2, regia di Pål Øie (2015)
- Good Favour, regia di Rebecca Daly (2017)
- QEDA, regia di Max Kestner (2017)
- Lad de døde hvile, regia di Sohail A. Hassan (2017)
- C4, regia di Kasper Skovsbøl (2018)

### Televisione
- Alle I unge elskende - film TV (1962)
- En dosis polyxethylensorbitanmonolaurat... - film TV (1967)
- Ankomst indtil videre - film TV (1967)
- Bella - film TV (1970)
- Huset på Christianshavn - serie TV, 1 episodio (1970)
- Viceværten - film TV (1971)
- Den sårede filoktet - film TV (1974)
- Fortsættelse følger - film TV (1977)
- Sofies skolegang - film TV (1977)
- En by i provinsen - miniserie TV, 1 episodio (1979)
- Protesten - film TV (1982)
- Næste week-end - film TV (1982)
- I Johannes verden - film TV (1983)
- For menneskelivets skyld - film TV (1983)
- Rejseholdet - serie TV, 1 episodio (1985)
- Medea - film TV (1988)
- 1814 - miniserie TV, 1 episodio (1989)
- Sea Dragon - serie TV, 4 episodi (1990)
- Landsbyen - serie TV, 1 episodio (1991)
- Charlot og Charlotte - miniserie TV, 3 episodi (1996)
- The Kingdom - Il regno (Riget) - miniserie TV, 8 episodi (1994-1997)
- Taxa - serie TV, 1 episodio (1998)
- Langt fra Las Vegas - serie TV, 1 episodio (2002)
- Veddemålet - miniserie TV, 3 episodi (2004)
- Danslärarens återkomst - miniserie TV, 2 episodi (2004)
- Wallander - serie TV, 2 episodi (2005-2009)
- Halvbroren - miniserie TV, 2 episodi (2013)
- Lilyhammer - serie TV, 4 episodi (2013-2014)